# MOF担
MOF担（モフたん）とは、かつて日本の都市銀行や証券会社などの大手金融機関のミドルオフィスに所属し、金融行政を所管していた大蔵省（財務省の前身、英称は両者ともMinistry of Finance）から様々な情報を官僚から聞き出していた「対大蔵省折衝担当者」の俗称である。

## 概要
当時の担当者の目的は、官僚と懇意になって金融検査の検査日などを聞き出したり、新しいプロジェクトなどへの根回ししたりすることであったが、次第に便宜供与や接待の規模や内容のレベルが深刻化し、ノーパンしゃぶしゃぶ店での接待が報道されると世論の批判が殺到して社会問題化した。1998年には大蔵省接待汚職事件で逮捕者を出すまでに発展、国家公務員倫理法の制定につながった。
上記の反省点も要因の一つとなり、大蔵省への過度の権力集中を是正すべく2001年の中央省庁再編に先立ち金融行政の管轄が金融監督庁（現：金融庁）へ分離された。それに伴いこの俗称は廃止されたが、同様の仕事自体は金融庁に対してFSA担（Financial Services Agency）と呼ばれ現存するという。また、日本銀行に対してはBOJ担（Bank Of Japan）と呼ばれる。